# 愛知県道468号新舞子停車場線
愛知県道468号新舞子停車場線（あいちけんどう468ごう しんまいこていしゃじょうせん）は、愛知県知多市内を通る愛知県道である。

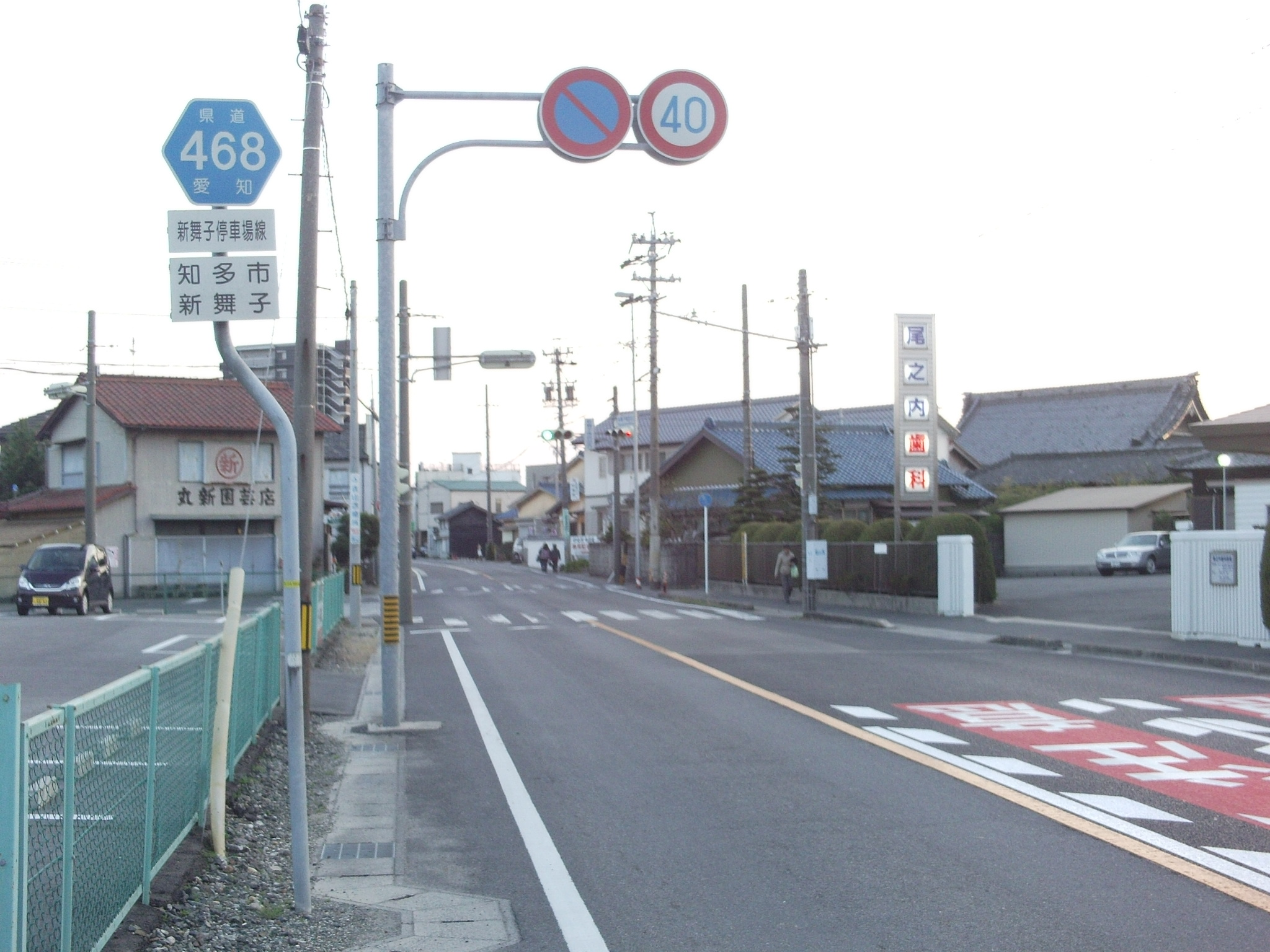
名鉄常滑線新舞子駅と国道155号を結ぶ。

## 概要
国道155号のバイパスである西知多産業道路と現道の分岐する北畑交差点と新舞子駅を結ぶ。
また、この道は旧国道155号でもある。

### 路線データ
- 起点：新舞子停車場
- 終点：愛知県知多市新舞子

## 沿革
- 1975年3月10日 認定

## 接続道路
- 国道155号（常滑街道）（北畑交差点、国道247号重複）

## 別名
- 常滑街道（知多市）
- 知多街道（知多市）
- 旧国道155号（知多市）
- 旧国道247号（知多市）

## 沿線
- 名鉄常滑線 新舞子駅
- 知多新舞子郵便局
- 妙音院